# Meiringen
Meiringen (en francès Meringue) és un municipi del cantó de Berna (Suïssa), cap del districte d'Oberhasli.
Vora té les atraccions turístiques de la gorja del riu Aar i la cascada de Reichenbach (el lloc on Arthur Conan Doyle situa la mort de Sherlock Holmes a mans del Professor Moriarty).